# Ernst Chladni
Ernst Florens Friedrich Chladni (30. listopadu 1756 Wittenberg – 3. dubna 1827 Vratislav) byl německý fyzik a hudebník. Jeho důležitá práce obsahuje výzkum vibrujících desek a kalkulaci rychlosti zvuku v rozdílných plynných prostředích. Proto se někdy taktéž nazývá „Otec akustiky“. Byl také průkopníkem při studiích meteoritů a proto bývá nazýván také „Otec meteoritiky“. Jako jeden z prvních badatelů totiž obhajoval mimozemský původ meteoritů, což nebyla v jeho době obvyklá myšlenka.

## Osobní život
Chladni se narodil ve Wittenbergu v Německu. Chladniho rodina byla z části z Kremnice, z hornického města dnes na středním Slovensku a z části z Uherska. Proto byl také v různé literatuře označován jako Němec, Maďar a Slovák.

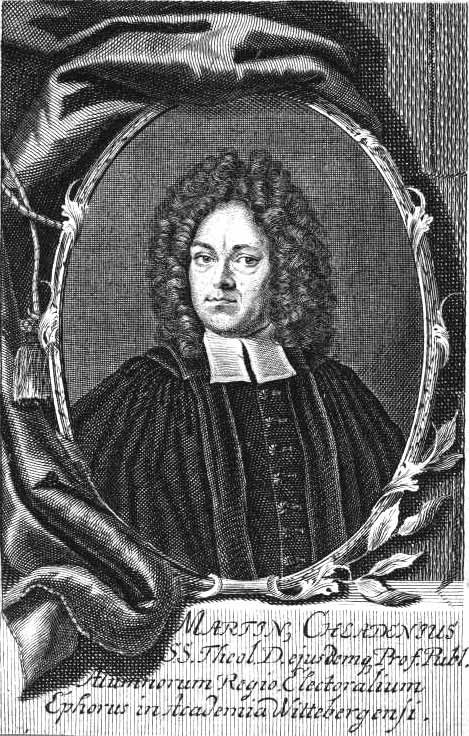
Chladniho dědeček, Martin Chladni

Chladni pocházel ze vzdělané rodiny akademiků a učenců. Chladniho pradědeček, exulant Georg Chladni (1637–1692) byl luterán, který musel z Kremnice uprchnout 19. října 1673 v době protireformace. Chladniho dědeček Martin Chladni (1669–1725) byl také luterán a roku 1710 se stal profesorem na Wittenberské universitě a 1720–1721 byl děkan teologické fakulty, později jejím rektorem. Chladniho strýc Justus Georg Chladni (1701–1765) byl na této univerzitě profesorem práva. Další strýc Johann Martin Chladni (1710–1759) byl teolog, historik a profesor na Erlangenské universitě a universitě v Lipsku.

Chladniho otec, Ernst Martin Chladni (1715–1782) byl profesor práva a rektor na Wittenberské univerzitě.  Nesouhlasil, aby jeho jediný  syn studoval lékařství a trval na jeho právnické kariéře.
Na otcovo přání Chladni studoval filozofii a právo ve Wittenbergu a Lipsku, kde získal roku 1782 právnický titul.  Když jeho otec roku 1782 zemřel, věnoval se vlastním zájmům, přírodním vědám a hudbě. 

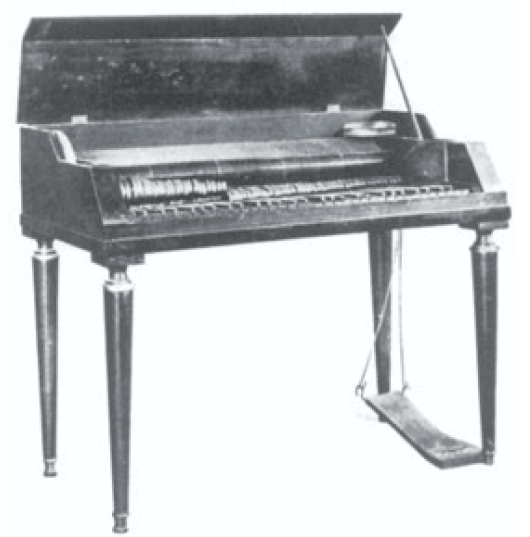
Klavicylindr

Živil se na wittenberské univerzitě jako mimořádný profesor vědeckými přednáškami, hlavně matematickými. Zabýval se přírodními vědami, hledal totiž možnost matematického vyjádření pochodů v akustice.  Zároveň se pokoušel o konstrukci hudebního nástroje a od roku 1785 prováděl pokusy s vibracemi desek a přenosem zvuku. Na základě svých poznatků zkonstruoval v roce 1790 svůj první hudební nástroj, který nazval  euphon. Od roku 1790 Chladni cestoval po Evropě a předváděl svůj vynález. O deset let později vymyslel další hudební nástroj–klavicylindr.   O svých hudebních nástrojích i o nových poznatcích na poli hudby a vlnění psal články  do Všeobecných hudebních noviny  (Allgemeine musikalische Zeitung), které byly založeny v Lipsku roku 1798.  V roce  1802 vyšla v Lipsku jeho nejznámější kniha Akustika (Die Akustik).
Vedl korespondenci s vědeckými kapacitami své doby a setkával se s významnými fyziky i dalšími významnými osobnostmi té doby (Goethe, Napoleon). Začátkem 1793 se setkal v Göttingenu  s profesorem  Georgem Christophem Lichtenbergem, který ho přivedl k zájmu o  meteority. Studiem dostupných podkladů o pádech bolidů usoudil, že jsou to tělesa z vesmíru a vydal pojednání s názvem  O vzniku železné hmoty a jiné jí podobné, nalezené Pallasem (Über den Ursprung der von Pallas gefundenen und anderer ihr ähnlicher Eisenmassen).  Kniha vyšla v roce 1794 v Lipsku a zároveň i v Rize. Téhož roku se Chladni, přes námitky  k jeho názorům na meteority, stal dopisujícím členem Akademie věd a umění v Petrohradu. Na svých  cestách po Evropě shromáždil sbírku meteoritů, kterou odkázal  přírodovědnému muzeu v Berlíně. 
Během napoleonských válek byl v roce 1813 vypálen jeho byt ve Wittenbergu  a Chladni přišel o většinu svých deníkových záznamů a poznámek k pokusům.  Od té doby žil v nedalekém Kenbergu. 
Chladni zemřel  3. dubna  1827 ve Vratislavi během jedné ze svých cest. Byl pohřben na tamním velkém hřbitově, místo jeho hrobu není známo.
Je po něm pojmenován kráter Chladni na Měsíci a asteroid č. 5053 Chladni.

## Chladniho desky
Jeden z Chladniho nejznámějších ocenění bylo znázornění různých způsobů chvění. Chladni opakoval průkopnické pokusy oxfordského profesora Roberta Hooka, který 8. července 1680 pozoroval uzlové vzory spojené s vibracemi skleněných desek. Hooke běhal smyčcem po okraji desky pokryté moukou a pozoroval vznikání uzlových vzorů.

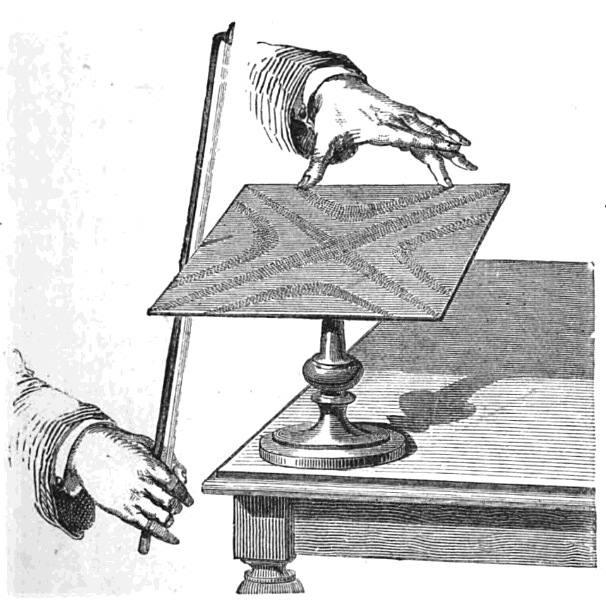
Chladniho deska

Chladniho technika, publikovaná roku 1787 v jeho knize  Objevy v teoriích zvuku (Entdeckungen über die Theorie des Klanges) se skládala z tahání smyčcem přes kus kovu, jehož povrch byl lehce pokryt pískem. Desku rozechvíval dokud resonance nevytvořila vzorec ukazující uzlové oblasti a charakteristické obrazce.  Chladniho experimenty podnítily řadu známých vědců, jako jsou Wilhelm Eduard Weber, Charles Wheatstone, Michael Faraday, Félix Savart,  Jan Evangelista Purkyně,  aby pokračovali v práci na poli akustiky.  Od 20. století se stalo běžnější využívání reproduktoru řízeného elektronickým signálním generátorem nad nebo pod deskou k dosažení přesnějšího nastavení frekvence.
Varianty této techniky jsou běžně používané při konstrukci a výrobě akustických nástrojů, jako jsou housle, kytary a violoncella. Chladniho  poznatky  se dodnes využívají při vysokofrekvenční technice a architektuře koncertních sálů.
V roce 1794 se zabýval  měřením rychlosti zvuku a tím i určováním výšky tónů ve vzduchu a v různých plynných médiích. Jako první přesně změřil frekvence tónů. Výsledky svých pokusů, včetně názorných tabulek, uveřejnil v pojednání O podélném kmitání strun a prutů (Űber die Longitudinalschwingungen der Saiten und Stäbe), které vyšlo v Erfurtu v roce 1796.
Chladni se zabýval také zvuky a tóny, které vzniknou při složení dvou pohybů – podélného při otáčivém pohybu zkoumaného předmětu. Na základě tohoto zkoumání navrhl v roce 1799 druhý hudební nástroj, který nazval klavicylindr. Byl to klávesový hudební nástroj, který vyluzoval tóny třením kovových píšťal, nejen podélně, ale rotačním způsobem, proti řadě skleněných válců. Vzhledově byl poněkud podoben klavíru, až na to, že vedle běžné klávesnice byly vidět i skleněné válce.  